# Phil Neville
Philip John „Phil“ Neville (* 21. Januar 1977 in Bury) ist ein ehemaliger englischer Fußballspieler und heutiger -trainer. Er spielte bis 2005 zusammen mit seinem älteren Bruder Gary über zehn Jahre für Manchester United. Zwischen 1996 und 2007 stand er immer wieder sporadisch im Aufgebot der englischen Nationalmannschaft. Er nahm in den Jahren 1996, 2000 und 2004 an drei Europameisterschaftsendrunden, aber an keiner Fußball-Weltmeisterschaft teil.
Der vielseitig einsetzbare Neville gewann während seiner United-Laufbahn sechs englische Meisterschaften, errang dazu drei FA-Cup-Siege und feierte 1999 mit dem Champions-League-Titel seinen sportlichen Höhepunkt. Er agierte sowohl in der Abwehr als auch im Mittelfeld und wurde zunächst – obwohl eher als „Rechtsfüßer“ bekannt – hauptsächlich als linker Außenverteidiger aufgestellt. In seinen letzten beiden Spielzeiten für Manchester United wechselte er auf die defensive Mittelfeldposition und behielt diese Rolle auch nach seinem Wechsel zum FC Everton zumeist bei.
Von Mitte Januar 2021 bis Anfang Juni 2023 war Neville Cheftrainer von Inter Miami.

## Karriere als Spieler

### Manchester United (1994–2005)

#### Von der Jugend in die Profiabteilung (1994–1998)
Phil Neville war – wie auch sein Bruder Gary – Teil der Jugendakademie von Manchester United und kam kurz nach seinem 18. Geburtstag am 11. Februar 1995 beim 3:0-Derbysieg als linker Außenverteidiger gegen Manchester City erstmals bei einem Meisterschaftsspiel zum Einsatz. Obwohl er sich in der Folgezeit nie fest auf einer Position als Stammspieler entwickelte, war er spätestens ab der Saison 1995/96 eine fixe Größe in der Mannschaft. In der Spielzeit, die ihm 1996 das „Double“ aus englischer Meisterschaft und FA Cup einbrachte, belegte er zumeist die rechte Abwehrseite, nachdem Bruder Gary nach dem Verletzungsausfall von Gary Pallister in die Innenverteidigung gerückt war.

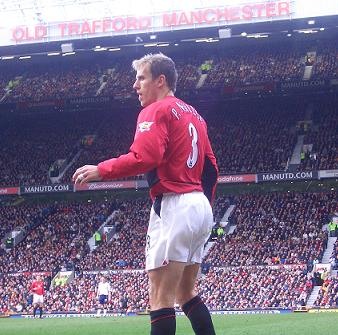
Neville als Spieler bei Manchester United (2004)

Rückschläge ereilten Neville in der Saison 1996/97 vor allem durch Verletzungspausen. Dabei musste er sich bereits nach nur drei Partien einer Knieoperation unterziehen und anschließend sechs Wochen aussetzen. Es folgten Oberschenkelprobleme, die er sich in der Aufwärmphase eines Champions-League-Spiels gegen Juventus Turin zuzog, und vor allem im Dezember 1996 eine Erkrankung am Pfeiffer-Drüsenfieber, die kurzzeitig sogar die Fortführung seiner Profikarriere zu gefährden schien. Schon im Februar 1997 gelang ihm die Rückkehr in den Kader und zum Gewinn des zweiten Meistertitels in Serie trug er 18 Ligaeinsätze bei – genug für eine weitere Medaille in seiner Kollektion. Hoffnungsvoll startete er mit guten Leistungen in die letztlich trophäenlose Saison 1997/98, die ihm aber weiterhin keinen Stammplatz einbrachten. Als der etatmäßige Linksverteidiger Denis Irwin im November 1997 für zwei Monate ausfiel, nahm Neville die Position ein und wechselte nach dessen Rückkehr wieder zumeist ins Abwehrzentrum. Eine Premiere war für Neville am 28. Februar 1998 beim 1:0-Sieg gegen den FC Chelsea an der Stamford Bridge sein erstes Pflichtspieltor.

#### Titelsammlung als Ergänzungsspieler (1998–2005)
In der Champions League legte Neville im November 1998 beim 5:0 gegen Brøndby IF seinen ersten Treffer auf europäischer Bühne nach. Obwohl er zu dem Zeitpunkt neunmal in Folge zu Einsätzen von Beginn an kam, blieb sein Platz häufig der auf der Ersatzbank oder als Ergänzungs- und Einwechselspieler. Erste Zweifel bezüglich der langfristigen Perspektive im Verein kamen trotz weiterer Partien im Februar 1999 auf, aber speziell bei FA-Cup-Sieg genoss Neville das Vertrauen von Trainer Alex Ferguson. Er stand hier sowohl im Wiederholungshalbfinale gegen den FC Arsenal (2:1 nach Verlängerung) als auch im Endspiel gegen Newcastle United (2:0) über die gesamte Strecke auf dem Feld. Neben seiner dritten englischen Meistermedaille errang er zudem den Champions-League-Titel, wobei er hier in der entscheidenden Phase nur zu einem knapp zehnminütigen Kurzeinsatz im Viertelfinalrückspiel gegen Inter Mailand (1:1) kam; im Halbfinale gegen Juventus Turin und beim 2:1-Endspieltriumph gegen den FC Bayern München fehlte er. Zu Beginn der Saison 1999/2000 vertrat er seinen verletzten Bruder bis Dezember 1999 und kehrte danach ins „zweite Glied“ zurück. Er sammelte aushilfsweise erste Erfahrungen im linken Mittelfeld, aber seine Rolle blieb auch in der Spielzeit, die ihm die vierte Meisterschaft einbrachte, auf die des vielseitigen Ersatzspielers im Vierer-Abwehrverbund beschränkt – nur elf Ligaeinsätze nach der Jahreswende belegen diesen Status.
Neville gewann 2001 die fünfte englische Meisterschaft und besondere Aufmerksamkeit erlangte er zu Beginn der Saison 2002/03, als ihm die Rolle aufgetragen wurde, Roy Keane längerfristig und erneut aushilfsmäßig im zentralen Mittelfeld zu ersetzen. Auch in der derart geänderten Formation errang „United“ 2003 einen weiteren englischen Premier-League-Titel. Er entwickelte sich fortan zu einem ernsthaften Anwärter für eine Mittelfeldposition und drängte sich als Konkurrenz zu Spielern wie Kléberson, Nicky Butt und Éric Djemba-Djemba auf. Beim Gewinn des FA Cups im Jahr 2004 war er aber nur geringfügig beteiligt, half im Halbfinale nach seiner Einwechslung für Ole Gunnar Solskjær den knappen 1:0-Sieg in der letzten Viertelstunde über die Zeit zu retten und saß beim 3:0-Endspielsieg gegen den FC Millwall auf der Ersatzbank.
Die Zeichen standen nun verstärkt auf Abschied. Nachdem im Sommer 2004 bereits mit „Eigengewächs“ Nicky Butt ein weiterer „altgedienter Ergänzungsspieler“ den Klub verlassen und Neville in der Saison 2004/05 in nur zwölf Ligapartien in der Anfangsformation gestanden hatte, stellte sich verstärkt die Frage nach der künftigen Perspektive, zumal der Klub bei den Titelentscheidungen erneut leer ausgegangen war und der Druck auf die Verpflichtung neuer Akteure zunahm. Schließlich einigte sich Neville mit der Vereinsführung darauf, dass er Manchester United nach insgesamt 389 Pflichtspielen verlassen konnte. In der Öffentlichkeit und auch retrospektiv bei den United-Anhängern blieb ihm die Anerkennung lange versagt, da seine unauffällige Spielweise oft als „nur durchschnittlich“ empfunden wurde – ein Image, das in etwas geringerem Maße auch seinem Bruder Gary anhaftete. Experten hingegen schätzten seine unkomplizierte, vielseitige und reife Spielweise und sprachen ihm einen hohen Anteil an den großen Erfolgen von Manchester United zu.

### FC Everton (2005–2013)
Am 4. August 2005 wechselte Neville für eine Ablösesumme von 3,5 Millionen Pfund zum FC Everton und unterschrieb dort einen Fünfjahresvertrag. Aufgrund seiner mannschaftsdienlichen Spielweise, der hohen Laufbereitschaft und seiner Fähigkeit, mehrere Positionen bekleiden zu können, wurde er schnell zu einem Lieblingsspieler von Trainer David Moyes, der ihn schließlich zum Vizekapitän hinter David Weir machte. Als Weir im Januar 2007 zu den Glasgow Rangers wechselte, übernahm er dessen Amt endgültig. Am 29. November 2006 hatte zuvor bereits eine Premiere in der Premier League stattgefunden, als er und sein Bruder ihre beiden Teams jeweils als Kapitän aufs Feld geführt hatten.

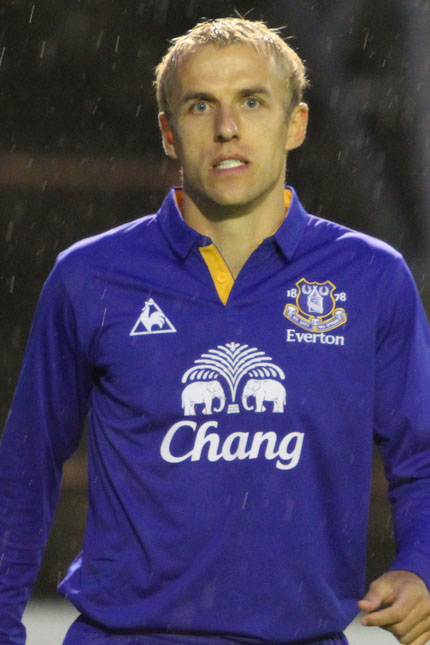
Neville im Trikot des FC Everton (2011)

Zum Abschluss der Saison 2008/09 führte er die „Toffees“ ins FA-Cup-Endspiel und bestritt dieses in der zentral-defensiven Schaltstelle im Mittelfeld gegen den FC Chelsea, das mit einer knappen 1:2-Niederlage endete. Vier Jahre nach seinem Wechsel von Manchester United hatte er sich in Liverpool durch kämpferischen Einsatz, Spielintelligenz und Passkontrolle zu einer „Leitfigur“ entwickelt. Die gewachsene Bedeutung wurde vor allem in der Saison 2009/10 offensichtlich, als Neville ab September 2009 wegen einer Knieverletzung für drei Monate ausfiel und die positiven Resultate vermehrt ausblieben.
Am 22. August 2011 gab der FC Everton bekannt, dass der zentrale Mittelfeldspieler seinen Vertrag um zwei weitere Jahre bis zum Ende der Saison 2012/13 verlängert hat. Nach Abschluss dieser Spielzeit gab Neville das Ende seiner aktiven Karriere bekannt.

### Englische Nationalmannschaft
Am 23. Mai 1996 debütierte Phil Neville für die englische A-Nationalmannschaft gegen China. Kurz darauf berief ihn der damalige Trainer Terry Venables als jüngsten Spieler in den Kader für die Europameisterschaft im eigenen Land. Dort blieb er jedoch im Gegensatz zu seinem Bruder, der in jedem Spiel bis zum Halbfinale agierte, ohne Einsatz.
Keegan-Nachfolger Glenn Hoddle verzichtete auf ihn zwei Jahre später erst bei der offiziellen Verkündigung des 22-Mann-Kaders für die WM 1998 in Frankreich, wobei die Personalie in der Öffentlichkeit etwas unterging, da sie durch die überraschende Nichtberücksichtigung von Paul Gascoigne überschattet wurde. Bei der zwei weitere Jahre danach stattfindenden Euro 2000 in den Niederlanden und Belgien war er unter Trainer Kevin Keegan wieder im Team vertreten und durfte sogar alle drei Gruppenspiele absolvieren; zu seinem Unglück endete das Turnier jedoch für England mit dem vorzeitigen Aus und speziell Phil Neville galt als einer der „Sündenböcke“, da er den Elfmeter zum entscheidenden Gegentreffer gegen Rumänien verursacht hatte.
Zur Weltmeisterschaft 2002 in Südkorea und Japan war keiner der Neville-Brüder im englischen Kader – während Gary verletzungsbedingt pausieren musste, erhielt Phil erneut keine WM-Nominierung. Zwei Jahre später aber waren beide wieder im Kader für die Euro 2004 in Portugal, als Phil Neville jedoch nur einen einzigen sechsminütigen Kurzeinsatz gegen Kroatien erhielt. Es war das letzte große Turnier, das er für die englische Nationalmannschaft bestritt. Zuletzt kam er an Spielern wie Ashley Cole und Wayne Bridge nicht mehr vorbei und bei der WM 2006 in Deutschland gehörte er lediglich zu den im erweiterten Kreis befindlichen „Standby-Spielern“. Nach der WM 2006 berief ihn der neue Trainer Steve McClaren zunächst weiter in die englische Elf und Neville startete als rechter Außenverteidiger im EM-Qualifikationsspiel gegen Andorra. Danach blieb er bei weiteren Nominierungen aber stets unberücksichtigt.

## Karriere als Trainer

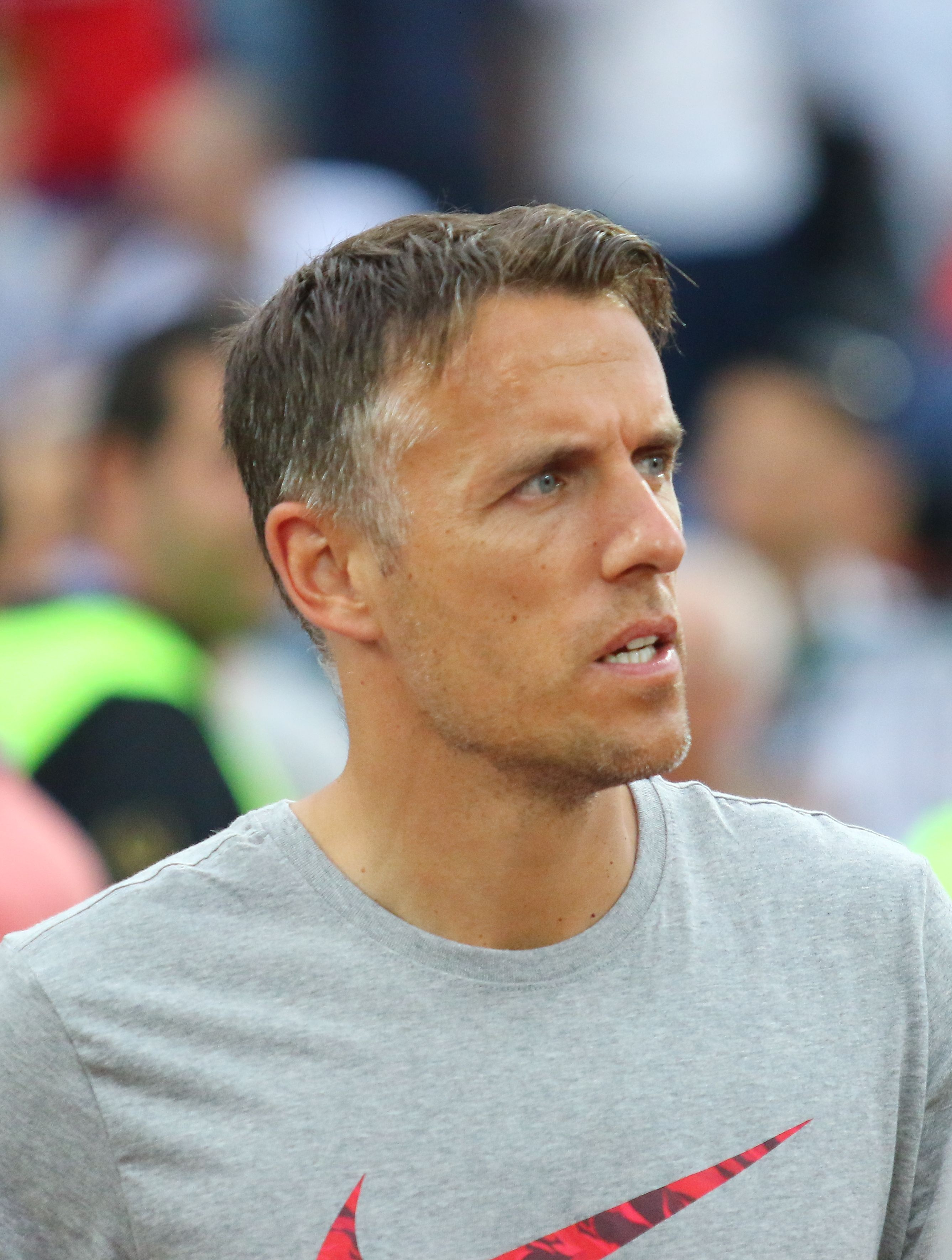
Neville (2017)

Nach dem Ende seiner Profikarriere wurde Neville 2013 Co-Trainer seines langjährigen Vereins Manchester United. Diese Funktion übte er unter den Trainern David Moyes, Ryan Giggs (interim) und zuletzt ab Juli 2014 unter Louis van Gaal aus. Ende 2014 übernahm er mit mehreren früheren Profis von Manchester United, unter ihnen sein Bruder Gary sowie Ryan Giggs, den Verein Salford City und war hier kurzzeitig Trainer.
Zur Saison 2015/16 wurde er auf Wunsch von Nuno Espírito Santo dessen Co-Trainer beim FC Valencia und war somit erstmals als Spieler oder Trainer außerhalb Englands aktiv. Nach dessen Entlassung im November 2015 arbeitete er mit seinem Bruder Gary zusammen, der anschließend bis März 2016 Trainer in Valencia war. Seine Trainertätigkeit in Valencia endete 2017.
Von Januar 2018 bis Januar 2021 war Neville Trainer der englischen Fußballnationalmannschaft der Frauen.
Mitte Januar 2021 übernahm Neville das MLS-Franchise Inter Miami als Nachfolger von Diego Alonso. Einer der Eigentümer ist David Beckham, mit dem er von 1994 bis 2003 bei Manchester United und von 1996 bis 2007 in der Nationalmannschaft zusammengespielt hatte. Anfang Juni 2023 wurde Neville entlassen, während Inter Miami Letzter der Eastern Conference war.
Im November 2023 wurde er Trainer der Portland Timbers.

## Erfolge
- Champions-League-Sieger: 1999
- Weltpokalsieger: 1999
- Englischer Meister: 1996, 1997, 1999, 2000, 2001, 2003
- FA-Cup-Sieger: 1996, 1999, 2004
- Charity-Shield-Gewinner: 1996, 1997, 2003
- FA-Youth-Cup-Gewinner: 1995

## Wissenswertes
- In seiner Jugend spielte Phil Neville erfolgreich Cricket und war gemeinsam mit dem späteren Spitzenspieler Andrew Flintoff Teil der U-19-Auswahl der Grafschaft Lancashire.
- Mit seinem Bruder Gary war Phil Neville das erste Geschwisterpaar in der englischen Nationalmannschaft nach Jack und Bobby Charlton.
- Neben Gary ist noch Philips Zwillingsschwester Tracey als mehrfache Netball-Nationalspielerin eine erfolgreiche Sportlerin.